# Conjunts causals
El programa de conjunts causals és una aproximació a la gravetat quàntica. Els seus principis fonamentals són que l'espai-temps és fonamentalment discret (una col·lecció de punts discrets de l'espai-temps, anomenats elements del conjunt causal) i que els esdeveniments de l'espai-temps estan relacionats per un ordre parcial. Aquest ordre parcial té el significat físic de les relacions de causalitat entre esdeveniments espai-temps.

## Història
Durant algunes dècades després de la formulació de la relativitat general, l'actitud envers la geometria lorentziana es va centrar principalment en la comprensió de les seves implicacions físiques i no en les qüestions teòriques. Tanmateix, Hermann Weyl i Hendrik Lorentz han fet els primers intents d'utilitzar la causalitat com a punt de partida. Alfred Robb, en dos llibres publicats el 1914 i el 1936, va suggerir un marc axiomàtic on la precedència causal jugava un paper crític. La primera proposta explícita de quantificació de l'estructura causal de l'espai-temps és atribuïda per Sumati Surya a EH Kronheimer i Roger Penrose, que van inventar els espais causals per tal d'"admetre estructures que poden ser molt diferents d'una varietat ". Els espais causals es defineixen axiomàticament, considerant no només la precedència causal, sinó també la precedència cronològica.
El programa de conjunts causals es basa en un teorema de David Malament, que amplia resultats anteriors de Christopher Zeeman i de Stephen Hawking, AR King i PJ McCarthy. El teorema de Malament estableix que si hi ha una aplicació bijectiva entre dos espai-temps distintius, passats i futurs, que preserva la seva estructura causal, aleshores l'aplicació és un isomorfisme conforme. El factor conformal que queda indeterminat està relacionat amb el volum de regions de l'espai-temps. Aquest factor de volum es pot recuperar especificant un element de volum per a cada punt espai-temps. El volum d'una regió espai-temps es podria trobar comptant el nombre de punts d'aquesta regió.
Els conjunts causals van ser iniciats per Rafael Sorkin, que continua sent el principal defensor del programa. Ha encunyat l'eslògan "Ordre + Nombre = Geometria" per caracteritzar l'argument anterior. El programa proporciona una teoria en què l'espai-temps és fonamentalment discret tot mantenint la invariància local de Lorentz.

## Definició
Un conjunt causal (o causet) és un conjunt {\displaystyle C} amb una relació d'ordre parcial {\displaystyle \preceq } això és
- Reflexiu : Per a tots {\displaystyle x\in C}, tenim {\displaystyle x\preceq x}.
- Antisimètric : Per a tots {\displaystyle x,y\in C}, tenim {\displaystyle x\preceq y} i {\displaystyle y\preceq x} implica {\displaystyle x=y}.
- Transitiu : Per a tots {\displaystyle x,y,z\in C}, tenim {\displaystyle x\preceq y} i {\displaystyle y\preceq z} implica {\displaystyle x\preceq z}.
- Localment finit : Per a tot {\displaystyle x,z\in C}, tenim {\displaystyle \{y\in C|x\preceq y\preceq z\}} és un conjunt finit.

El conjunt {\displaystyle C} representa el conjunt d'esdeveniments espai-temps i la relació d'ordre {\displaystyle \preceq } representa la relació causal entre esdeveniments (vegeu l'estructura causal per a la idea anàloga en una varietat lorentziana).
Tot i que aquesta definició utilitza la convenció reflexiva, podríem haver triat la convenció irreflexiva en què la relació d'ordre és irreflexiva i asimètrica.
La relació causal d'una varietat lorentziana (sense corbes causals tancades) satisfà les tres primeres condicions. És la condició de finitud local la que introdueix la discretitat de l'espai-temps.

## Comparació amb el continu
Donat un conjunt causal, ens podem preguntar si es pot integrar en una varietat lorentziana. Una incrustació seria un mapa que pren elements del conjunt causal en punts de la varietat de manera que la relació d'ordre del conjunt causal coincideixi amb l'ordenació causal de la varietat. Tanmateix, cal un altre criteri abans que la incrustació sigui adequada. Si, de mitjana, el nombre d'elements del conjunt causal mapejats en una regió de la varietat és proporcional al volum de la regió, aleshores es diu que la incrustació és fidel. En aquest cas podem considerar que el conjunt causal és "semblant a una varietat".
Una conjectura central del programa de conjunts causals, anomenada Hauptvermutung ("conjectura fonamental"), és que el mateix conjunt causal no es pot integrar fidelment en dos espai-temps que no siguin similars a grans escales.
És difícil definir aquesta conjectura amb precisió perquè és difícil decidir quan dos espai-temps són "similars a grans escales". Modelar l'espai-temps com un conjunt causal ens requeriria restringir l'atenció a aquells conjunts causals que són "semblants a una varietat". Donat un conjunt causal, aquesta és una propietat difícil de determinar.

### Ruixat

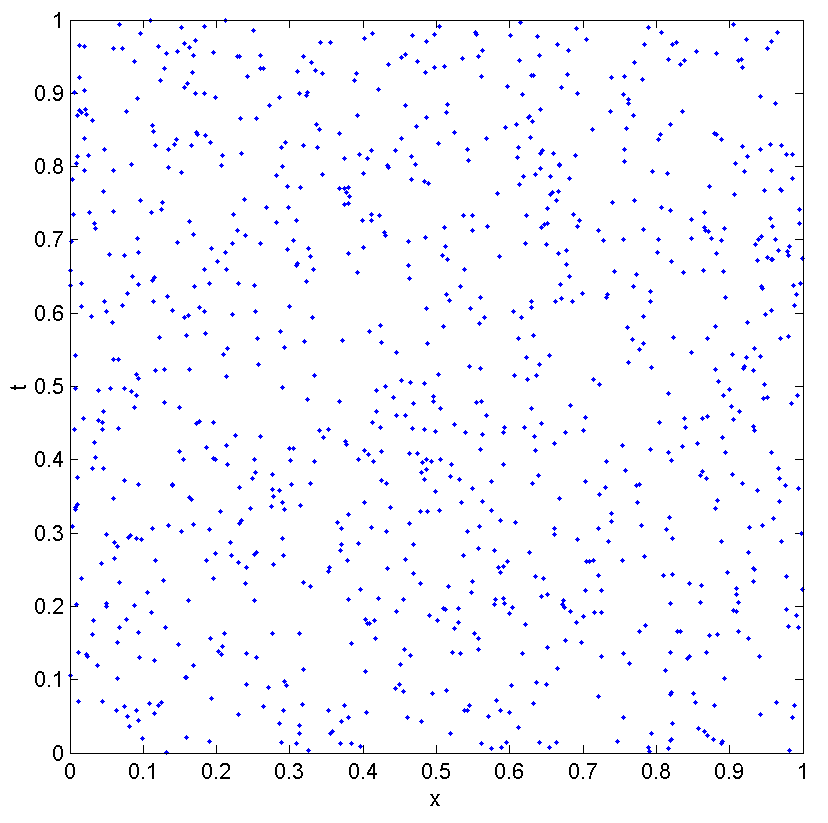
Un gràfic de 1000 punts escampats en dimensions 1+1

La dificultat de determinar si un conjunt causal es pot integrar en una varietat es pot abordar des de l'altra direcció. Podem crear un conjunt causal escampant punts en una varietat lorentziana. Escampant punts en proporció al volum de les regions de l'espai-temps i utilitzant les relacions d'ordre causal a la varietat per induir relacions d'ordre entre els punts escampats, podem produir un conjunt causal que (per construcció) es pot integrar fidelment a la varietat.
Per mantenir la invariància de Lorentz, aquesta dispersió de punts s'ha de fer aleatòriament mitjançant un procés de Poisson. Així, la probabilitat d'aspersió {\displaystyle n} apunta a una regió de volum {\displaystyle V} és
{\displaystyle P(n)={\frac {(\rho V)^{n}e^{-\rho V}}{n!}}}
on {\displaystyle \rho } és la densitat de l'aspersió.
Escampar punts com una xarxa regular no mantindria el nombre de punts proporcional al volum de la regió.

## Geometria
Algunes construccions geomètriques en varietats es traslladen als conjunts causals. Quan definim això, hem de recordar que només hem de confiar en el conjunt causal en si, no en cap espai-temps de fons en què pugui estar immers. Per a una visió general d'aquestes construccions, vegeu.

### Geodèsiques

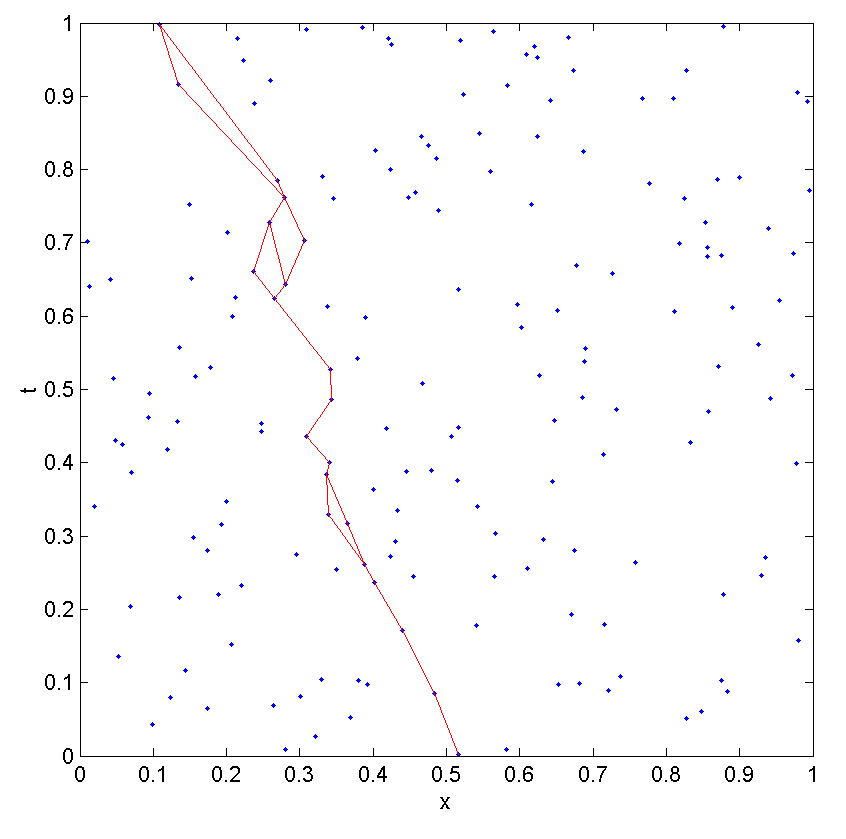
Un gràfic de geodèsiques entre dos punts en un conjunt causal de 180 punts fet per dispersió en dimensions 1+1

Un enllaç en un conjunt causal és un parell d'elements {\displaystyle x,y\in C} de tal manera que {\displaystyle x\prec y} però sense {\displaystyle z\in C} de tal manera que {\displaystyle x\prec z\prec y}.
Una cadena és una seqüència d'elements {\displaystyle x_{0},x_{1},\ldots ,x_{n}} de tal manera que {\displaystyle x_{i}\prec x_{i+1}} per {\displaystyle i=0,\ldots ,n-1}. La longitud d'una cadena és {\displaystyle n}. Si cada {\displaystyle x_{i},x_{i+1}} a la cadena formen un enllaç, aleshores la cadena s'anomena camí.
Podem utilitzar això per definir la noció de geodèsica entre dos elements del conjunt causal, sempre que siguin comparables en ordre, és a dir, connectats causalment (físicament, això significa que siguin semblants al temps). Una geodèsica entre dos elements {\displaystyle x\preceq y\in C} és una cadena que consisteix només en enllaços tals que
1. {\displaystyle x_{0}=x} i {\displaystyle x_{n}=y}
2. La longitud de la cadena, {\displaystyle n}, és màxim sobre totes les cadenes de {\displaystyle x} a {\displaystyle y}.

En general, hi pot haver més d'una geodèsica entre dos elements comparables.
Myrheim va ser el primer a suggerir que la longitud d'una geodèsica d'aquest tipus hauria de ser directament proporcional al temps propi al llarg d'una geodèsica semblant al temps que uneix els dos punts de l'espai-temps. S'han fet proves d'aquesta conjectura utilitzant conjunts causals generats a partir d'aspersions en espai-temps plans. S'ha demostrat que la proporcionalitat es compleix i es conjectura que també es compleix per a aspersions en espai-temps corbats.

### Estimadors de dimensions
S'ha fet molta feina en l'estimació de la dimensió varietat d'un conjunt causal. Això implica algoritmes que utilitzen el conjunt causal amb l'objectiu de donar la dimensió de la varietat en la qual es pot integrar fidelment. Els algoritmes desenvolupats fins ara es basen en trobar la dimensió d'un espai-temps de Minkowski en què el conjunt causal es pot integrar fidelment.
- Dimensió de Myrheim-Meyer

Aquest mètode es basa en l'estimació del nombre de {\displaystyle k} cadenes de longitud presents en una dispersió dins {\displaystyle d} Espai-temps de Minkowski de dimensió 2. Comptant el nombre de {\displaystyle k} cadenes de longitud en el conjunt causal permeten una estimació de {\displaystyle d} que es faci.
- Dimensió d'escala del punt mitjà

Aquest mètode es basa en la relació entre el temps propi entre dos punts de l'espai-temps de Minkowski i el volum de l'interval espai-temps entre ells. Calculant la longitud màxima de la cadena (per estimar el temps adequat) entre dos punts {\displaystyle x} i {\displaystyle y} i comptant el nombre d'elements {\displaystyle z} de tal manera que {\displaystyle x\prec z\prec y} (per estimar el volum de l'interval espai-temps) es pot calcular la dimensió de l'espai-temps.
Aquests estimadors haurien de donar la dimensió correcta per a conjunts causals generats per aspersions d'alta densitat en {\displaystyle d} Espai-temps de Minkowski de dimensió 2. Les proves en espai-temps conformement plans han demostrat que aquests dos mètodes són precisos.

## Dinàmica
Una tasca contínua és desenvolupar la dinàmica correcta per als conjunts causals. Això proporcionaria un conjunt de regles que determinarien quins conjunts causals corresponen a espai-temps físicament realistes. L'enfocament més popular per desenvolupar la dinàmica de conjunts causals es basa en la versió de suma sobre històries de la mecànica quàntica. Aquest mètode realitzaria una suma sobre conjunts causals fent créixer un conjunt causal un element a la vegada. Els elements s'afegirien d'acord amb les regles de la mecànica quàntica i la interferència garantiria que un gran espai-temps semblant a una varietat dominaria les contribucions. El millor model per a la dinàmica actualment és un model clàssic en què els elements s'afegeixen segons les probabilitats. Aquest model, degut a David Rideout i Rafael Sorkin, es coneix com a dinàmica de creixement seqüencial clàssica (CSG). El model clàssic de creixement seqüencial és una manera de generar conjunts causals afegint nous elements un darrere l'altre. S'especifiquen regles sobre com s'afegeixen els nous elements i, depenent dels paràmetres del model, en resulten diferents conjunts causals.
En analogia amb la formulació de la integral de camí de la mecànica quàntica, un enfocament per desenvolupar una dinàmica quàntica per a conjunts causals ha estat aplicar un principi d'acció en l'enfocament de suma sobre conjunts causals. Sorkin ha proposat un anàleg discret per al d'Alembertià, que al seu torn es pot utilitzar per definir l'escalar de curvatura de Ricci i, per tant, l'acció de Benincasa-Dowker sobre un conjunt causal. Les simulacions de Montecarlo han proporcionat evidència d'una fase contínua en 2D utilitzant l'acció de Benincasa-Dowker.